# Iraceminha
Iraceminha é um município brasileiro do Estado de Santa Catarina. Localiza-se na Região Geográfica Imediata de Maravilha e pertence à Região Geográfica Intermediária de Chapecó.
Iraceminha foi desmembrada de Cunha Porã e elevado à condição de município através da Lei Municipal nº 7.577 de 26 de abril de 1989, porém sua instalação aconteceu no dia 1 de janeiro de 1990, com a posse de primeiro prefeito municipal.
Data festiva: 26 de abril (aniversario da cidade).
Colonização: alemã e italiana.
Localização: O município de Iraceminha possui os seguintes limites:
- Norte: Maravilha e Flor do Sertão
- Sul: Riqueza
- Leste: Cunha Porã
- Oeste: Descanso
- Sudeste: Caibi.

Microrregião:
AMERIOS – Associação dos Municípios do Entre Rios.
Área territorial: 165 km quadrados.

## Geografia
Localiza-se a uma latitude 26º49'21" sul e a uma longitude 53º16'28" oeste, estando a uma altitude de 445 metros.